# Halicyclops tageae
Halicyclops tageae – gatunek widłonoga z rodziny Halicyclopidae. Nazwa naukowa tych skorupiaków została opublikowana w 1993 roku przez brazylijskich zoologów Carlosa Eduarda Falavigna da Rocha i Guilherme Ribeiro Lotufo z Universidade de São Paulo. 